# Omorgus borgognoi
Omorgus borgognoi is een keversoort uit de familie beenderknagers (Trogidae). De wetenschappelijke naam van de soort is voor het eerst geldig gepubliceerd in 1902 door Marchand.